# Тунип
Тунип — город-государство в западной Сирии, существовавшее в 1350—1335 годах до н. э.

## Расположение
В месте Телль Ахарне (также известное как Телль Ашарне) на берегах реки Оронт (недалеко от Телль Салхаб) в Сирии широко рассматривалось как вероятное местоположение Тунипа. Авторы вышеупомянутого исследования поддерживают идентификацию Тунипа как Телль Ахарне на основе петрографического анализа. Команда канадских археологов проводила раскопки на месте Телль-Ахарне под руководством Мишеля Фортена из Университета Лаваля в Квебеке.

## История
Город стал независимым вследствие упадка и окончательного распада государства Катна в XVII в. до н. э. Приобрел значительный вес в следующем столетии.
Впрочем, название Тунип известно в основном из египетских записей (времен Тутмоса III и Рамсеса II).
Древний город в Сирии, известный по док-там 2-го тыс. до н. э. (начиная с текстов из архивов Мари и Алалаха). В 1-й половине XV в. до н. э. Тунип был разграблен и покорен египетским фараоном Тутмосом III.
С 1-й половины XIV в. до н. э. (со времени хеттского царя Суппилулиумы I) за господство над городом, находившимся в сфере влияния княжества Амурру, длительную борьбу между собой вели хетты и египтяне.